# Psychrophrynella
A Psychrophrynella a kétéltűek (Amphibia) osztályába, a békák (Anura) rendjébe és a Craugastoridae családba, azon belül a Holoadeninae alcsaládba tartozó nem.

## Előfordulása
A nembe tartozó fajok Peruban a Cordillera Oriental hegységben, 2550–3540 m-es tengerszint feletti magasságban honosak.

## Rendszerezés
A nembe az alábbi fajok tartoznak:
- Psychrophrynella bagrecito (Lynch, 1986)
- Psychrophrynella chirihampatu Catenazzi & Ttito, 2016
- Psychrophrynella glauca Catenazzi & Ttito, 2018, PeerJ, 4444:
- Psychrophrynella usurpator De la Riva, Chaparro & Padial, 2008